# San Bonifacio (título cardenalicio)
Santos Bonifacio fue un título cardenalicio de la Iglesia Católica. La diaconía se encontraba en la región XIII de Roma, en una iglesia construida a finales del siglo VI. A finales del siglo X era conocida como diaconía de Sant'Alessio. A finales del siglo XII la diaconía de Santos Nereo y Aquileo fue elevada a título presbiteral y la de San Bonifacio fue suprimida. Ambas diaconías fueron sustituidas por las de San Nicolás en Carcere y Santa María en Portico Octaviae. El 13 de abril de 1587, el papa Sixto V recuperó el título de San Alejo con la constitución apostólica Religiosa, actualmente es el título de Santos Bonifacio y Alejo.
- Datos: Q3946854